# 三好盛政
三好 盛政（みよし もりまさ）は、戦国時代から安土桃山時代にかけての武将。盛の誤字で成政と記される場合もある。三好一門として三好政権に参画した。

## 事績
永禄4年（1561年）4月に畠山高政と六角義治が同盟し三好氏に対抗するようになると、畠山氏討伐軍の総大将として三好実休が選ばれた。実休は8月1日に和泉国岸和田城に入城し、盛政は安宅冬康・三好康長・三好宗渭・三好盛長・篠原長房・吉成信長らと共にこれに従った。
永禄5年（1562年）3月5日に畠山高政と三好実休率いる三好軍の間で勃発した久米田の戦いに従軍し中央に布陣する。当初、盛政や篠原長房らは優勢に戦闘を進めていたが、合戦の最中、実休は根来衆に討ち取られた。三好軍は総崩れとなり、盛政らは堺を経由して阿波国に一時逃走した。しかし同年5月には三好康長に従い尼崎に入り、教興寺の戦いにて畠山・湯川勢らに勝利を収めている。永禄5年（1562年）8月には三好康長を筆頭に篠原長秀・加地盛時・矢野虎村・吉成信長・三好盛長と共に聞名寺の寺内特権を承認している。同11月29日には河内国高屋城衆として篠原長安・加地盛時・三好康長・矢野虎村・吉成信長・三好盛長・市原長胤・鶴沢長綱と共に「水魚の思」で三好長治を補佐する旨の連署状を残している。
『細川両家記』によると、永禄6年（1563年）5月30日には三好義継に従って三好康長・三好長逸・三好宗渭・石成友通・三好長虎・三好帯刀左衛門らと共に高屋城に在城していた。
永禄9年（1566年）4月には石成友通と共に大和国薬師寺に禁制を出している。
永禄10年（1567年）2月には三好長治と共に大和国宇智郡を攻略している。永禄11年（1568年）8月には畠山基安・畠山基仲・畠山則清・畠山義宣・山東三郎宣基らが反撃し敗北した。
三好長慶の没後も、三好備中守として多聞院日記などに名があり、永禄11年（1568年）時点でも高屋衆として活動していた。長慶死後の内部争いでは、三好三人衆方に付いている。永禄11年（1568年）9月2日には康長と共に、松永久秀に対抗するべく大和国へ入国し東大寺を攻撃した。
元亀元年（1570年）では三人衆・細川信良に従い挙兵し、野田・福島に移った。
『元親記』によると天正5年（1577年）に長宗我部元親方の大西上野介によって阿波国三好郡足代城が落城し、「三好備中守」が落ち延びたという。